# Fenegrò
Fenegrò is een gemeente in de Italiaanse provincie Como (regio Lombardije) en telt 2718 inwoners (31-12-2004). De oppervlakte bedraagt 5,4 km², de bevolkingsdichtheid is 511 inwoners per km².

## Demografie
Fenegrò telt ongeveer 1051 huishoudens. Het aantal inwoners steeg in de periode 1991-2001 met 11,0% volgens cijfers uit de tienjaarlijkse volkstellingen van ISTAT.
| Jaar | Inwoneraantal |
| ---- | ------------- |
| 1991 | 2301          |
| 2001 | 2553          |

## Geografie
De gemeente ligt op ongeveer 290 m boven zeeniveau.
Fenegrò grenst aan de volgende gemeenten: Cirimido, Guanzate, Limido Comasco, Lurago Marinone, Turate, Veniano.